# 2. česká hokejová liga 2025/2026
Sezóna 2025/26 bude 33. ročníkem 2. české hokejové ligy. Soutěže se zúčastní 28 týmů. Z Maxa ligy sestoupil tým LHK Jestřábi Prostějov. Z krajského přeboru postoupily kluby HC Milevsko 1934 a HK Kroměříž. Naopak do krajského přeboru sestoupil tým HC Řisuty. Mezí účastníky pro tuto sezónu patří i HC Spartak Uherský Brod, který získal licenci od Hokej Vyškov. 

## Systém soutěže
Základní část se odehraje trojkolově, dohromady tedy každý tým odehraje 39 duelů. Prvních šest týmů z konferencí si přímo zajistí účast v osmifinále play off, družstva ze 7. až 10. místa čeká předkolo hrané na dva vítězné zápasy. Celkový vítěz play off jako obvykle přímo postupuje do Maxa ligy. V letošní sezóně se nebude konat baráž o sestup, do kraje totiž automaticky padají poslední mužstva z obou skupin.

## Základní část

### Východní konference
| Vysvětlivka                 |
| --------------------------- |
| Postup do play off          |
| Postup do předkola play off |
| Konec sezóny pro daný tým   |
| Sestup                      |

| Poř. | Tým                        | Z | V | VP | PP | P | VG | OG | B |
| ---- | -------------------------- | - | - | -- | -- | - | -- | -- | - |
| 1.   | AZ Havířov                 | 0 | 0 | 0  | 0  | 0 | 0  | 0  | 0 |
| 2.   | Draci Šumperk              | 0 | 0 | 0  | 0  | 0 | 0  | 0  | 0 |
| 3.   | HC Bobři Valašské Meziříčí | 0 | 0 | 0  | 0  | 0 | 0  | 0  | 0 |
| 4.   | HC ISMM Kopřivnice         | 0 | 0 | 0  | 0  | 0 | 0  | 0  | 0 |
| 5.   | HC LERAM Orli Znojmo       | 0 | 0 | 0  | 0  | 0 | 0  | 0  | 0 |
| 6.   | HC Slezan Opava            | 0 | 0 | 0  | 0  | 0 | 0  | 0  | 0 |
| 7.   | HC Spartak Uherský Brod    | 0 | 0 | 0  | 0  | 0 | 0  | 0  | 0 |
| 8.   | HHK Velké Meziříčí         | 0 | 0 | 0  | 0  | 0 | 0  | 0  | 0 |
| 9.   | HK Kroměříž                | 0 | 0 | 0  | 0  | 0 | 0  | 0  | 0 |
| 10.  | HK Nový Jičín              | 0 | 0 | 0  | 0  | 0 | 0  | 0  | 0 |
| 11.  | LHK Jestřábi Prostějov     | 0 | 0 | 0  | 0  | 0 | 0  | 0  | 0 |
| 12.  | SHKM Baník Hodonín         | 0 | 0 | 0  | 0  | 0 | 0  | 0  | 0 |
| 13.  | SKLH Žďár nad Sázavou      | 0 | 0 | 0  | 0  | 0 | 0  | 0  | 0 |
| 14.  | Technika Hockey Brno       | 0 | 0 | 0  | 0  | 0 | 0  | 0  | 0 |

### Západní konference
| Vysvětlivka                 |
| --------------------------- |
| Postup do play off          |
| Postup do předkola play off |
| Konec sezóny pro daný tým   |
| Sestup                      |

| Poř. | Tým                      | Z | V | VP | PP | P | VG | OG | B |
| ---- | ------------------------ | - | - | -- | -- | - | -- | -- | - |
| 1.   | BK Havlíčkův Brod        | 0 | 0 | 0  | 0  | 0 | 0  | 0  | 0 |
| 2.   | HC Benátky nad Jizerou   | 0 | 0 | 0  | 0  | 0 | 0  | 0  | 0 |
| 3.   | HC Děčín                 | 0 | 0 | 0  | 0  | 0 | 0  | 0  | 0 |
| 4.   | HC Kobra Praha           | 0 | 0 | 0  | 0  | 0 | 0  | 0  | 0 |
| 5.   | HC Milevsko 1934         | 0 | 0 | 0  | 0  | 0 | 0  | 0  | 0 |
| 6.   | HC Příbram               | 0 | 0 | 0  | 0  | 0 | 0  | 0  | 0 |
| 7.   | HC Stadion Cheb          | 0 | 0 | 0  | 0  | 0 | 0  | 0  | 0 |
| 8.   | HC Stadion Vrchlabí      | 0 | 0 | 0  | 0  | 0 | 0  | 0  | 0 |
| 9.   | HC Wikov Hronov          | 0 | 0 | 0  | 0  | 0 | 0  | 0  | 0 |
| 10.  | HK Kralupy nad Vltavou   | 0 | 0 | 0  | 0  | 0 | 0  | 0  | 0 |
| 11.  | HC Slovan Ústí nad Labem | 0 | 0 | 0  | 0  | 0 | 0  | 0  | 0 |
| 12.  | IHC Králové Písek        | 0 | 0 | 0  | 0  | 0 | 0  | 0  | 0 |
| 13.  | Mostečtí lvi             | 0 | 0 | 0  | 0  | 0 | 0  | 0  | 0 |
| 14.  | SK Kadaň                 | 0 | 0 | 0  | 0  | 0 | 0  | 0  | 0 |